# 鈴木欽一郎
鈴木 欽一郎（すずき きんいちろう）は、日本の映像作家、アニメーター。
主に、NHKの音楽番組「みんなのうた」などのアニメーションを制作している。

## 作成作品一覧

### みんなのうた
- ◆は5分間1曲枠の楽曲。
- エトはメリーゴーランド / 田中星児、東京放送児童合唱団（1992年12月・1993年1月放送）

### その他
- ひらけ!ポンキッキ
  - ガチョウの物語 / チェッカーズ（ひこねのりおとの共作）

### テレビアニメ
- ひらけ!ポンキッキ
  - ひらけ!ポンキッキ めいさくわーるど (1988年4月4日-1990年3月19日)（キャラクターデザイン、前田実と宮沢康紀との共作）
- まんが日本昔ばなし

　他
- ベムベムハンターこてんぐテン丸(1983年5月26日-1983年11月3日)（キャラクターデザイン）
- とんがり帽子のメモル (1984年3月3日-1985年3月3日)（キャラクターデザイン）
- 悪魔くん (1989年4月15日 - 1990年3月24日) (キャラクターデザイン)

### 劇場アニメ
ペンギンズ・メモリー 幸福物語 (1985年6月22日)（キャラクターデザイン、作画監督）
ドラえもん のび太のワンニャン時空伝（2004年3月6日）（原画）